# فوستینی (دهانه)
فوستینی یک دهانه برخوردی در ماه‌ است.